# Dentifibula obtusilobae
Dentifibula obtusilobae är en tvåvingeart som beskrevs av Ephraim Porter Felt 1915. Dentifibula obtusilobae ingår i släktet Dentifibula och familjen gallmyggor.
Artens utbredningsområde är Sri Lanka. Inga underarter finns listade i Catalogue of Life.